# Eloria melarrhoys
Eloria melarrhoys är en fjärilsart som beskrevs av Collenette 1950. Eloria melarrhoys ingår i släktet Eloria och familjen tofsspinnare. Inga underarter finns listade i Catalogue of Life.